# Саут-Енд (Міннесота)
Саут-Енд (англ. South End) — переписна місцевість (CDP) в США, в окрузі Клірвотер штату Міннесота. Населення — 34 особи (2020).

## Географія
Саут-Енд розташований за координатами 47°19′23″ пн. ш. 95°28′44″ зх. д. / 47.32306° пн. ш. 95.47889° зх. д. (47.323094, -95.478783).  За даними Бюро перепису населення США в 2010 році переписна місцевість мала площу 4,58 км², уся площа — суходіл.

## Демографія
Згідно з переписом 2010 року, у переписній місцевості мешкало 25 осіб у 11 домогосподарстві у складі 5 родин. Густота населення становила 5 осіб/км².  Було 12 помешкання (3/км²).
Расовий склад населення:
| - 96,0 % — корінних американців - 4,0 % — білих |

До двох чи більше рас належало 0,0 %. Частка іспаномовних становила 0,0 % від усіх жителів.
За віковим діапазоном населення розподілялося таким чином: 28,0 % — особи молодші 18 років, 56,0 % — особи у віці 18—64 років, 16,0 % — особи у віці 65 років та старші. Медіана віку мешканця становила 42,5 року. На 100 осіб жіночої статі у переписній місцевості припадало 108,3 чоловіків;  на 100 жінок у віці від 18 років та старших — 100,0 чоловіків також старших 18 років.